# Бустрос, Эвелин
Эвелин Бустрос (араб. إفلين بسترس‎; 15 апреля 1878 — 26 ноября 1971) — ливанская писательница и общественный деятель.
Бустрос опубликовала множество книг и статей, известна как одна из основателей феминистского движения в Ливане.

## Биография

### Детство и образование
Эвелин Бустрос родилась в оккупированном Османской империей Бейруте 15 апреля 1878 года. Она была младшим ребенком Гериоса Туэни (Gerios Tueni) и Катбе Сурсок (Katbé Sursock). В 1899 году по окончании школы Dames de Nazareth Эвелин уехала в Париж. В 1900 году она брала уроки живописи в Париже и посетила Всемирную выставку, проходившую во французской столице.

### Семья
9 октября 1904 года Эвелин вышла замуж за Габриэля Бустроса (Gabriel Bustros) и через год родила единственного ребенка Фади. Спасаясь от Первой мировой войны, семьи Бустрос и Туэни переехали в Египет, где Эвелин начала свою литературную карьеру в журнале «Ebauche» и проводила исследования для своего исторического романа о первых годах ислама. Между 1919 и 1930 годами Эвелин жила в Париже, который она описывала как город литературы и искусства. Её сын продолжал там учебу, и единственными поездками семьи в Ливан в те годы были в основном летние каникулы, проведенные в Алайхе и Сук-эль-Гарб.

### Общественная деятельность
Бустрос навсегда вернулась в Ливан и в 1931 году выступила с рядом социально-культурных инициатив, включая создание «Syriban» и организации первого салона «Salon de Peinture Libanaise» в парламенте Ливана. В 1938 году она возглавляла ливанскую делегацию на конференции арабских женских организаций в Египте. В 1938 и 1939 годах она принимала участие в организации ливанского крыла Всемирной выставки в Нью-Йорке и внесла свой вклад в создание картин Джорджа Сира (George Cyr), изображающих ливанские традиции.
Во время Второй мировой войны она продолжала свою деятельность в феминистском движении и занимала некоторые из самых влиятельных ролей. В 1942 году она председательствовала в Сирийско-ливанском женском союзе, в который вошли все тридцать ассоциаций, признанных государством. Она занимала эту должность поочередно с Ибтихадж Каддурой до 1946 года, затем с 1949 по 1953 год. 12 ноября 1943 года она и феминистское движение были в авангарде массового марша за независимость Ливана.
Бустрос возглавляла ливанскую делегацию на Международной конференции женщин в Хайдарабаде, Индия. В следующем году она опубликовала свои впечатления о конференции в Cahiers de L'est. 24 ноября 1952 года она провела конференцию под названием «Réminiscence». В 1953 году она вместе с Аниссой Равдой-Наджар основала «Общество благосостояния деревни» (англ. Village Welfare Society, جمعية انعاش القرية‎), которое открыло множество бесплатных школ в деревнях, и возглавляла ассоциацию более десяти лет.

### Литературное творчество
Она опубликовала «La main d'Allah» (Париж, 1926) и «Fredons» (Бейрут, 1929 г.). В своих работах она подчеркивала важность диалога и исламско-христианского сближения. В 1930-х годах она опубликовала несколько статей и переводила произведения во франкоязычном ливанском СМИ «Phénicia».  В 1945 году она стала одним из основателей Ливанского пен-клуба. Свой второй роман «Sous la Baguette du Coudrier» она завершила в 1949 году, но публикацию отложила. В 1956 году Бустрос опубликовала «Evocations», буклет памяти Мишеля Чихи. В 1958 году в Бейруте она опубликовала «Sous la Baguette du Coudrier».

### Поздние годы и смерть
В 1971 году Бустрос была награждена ливанской золотой медалью «За заслуги». Председатель муниципального совета Бейрута Амин Бейхум обсудил предложение муниципалитета назвать в ее честь только что построенный сквер в Рамлет-эль-Байда, Бейрут. В 1973 году премьер-министр Ливана Такиддин эль-Соль (Takieddine el Solh) ратифицировал это решение. 26 ноября 1971 года Эвелин Бустрос умерла в доме, где родилась. Семья Бустрос передала все личные архивы Эвелин Бустрос Американскому университету Бейрута.